# 범죄의 장인
《범죄의 장인》(영어: The Out-Laws)은 2023년 공개된 미국의 액션 코미디 영화이다. 타일러 스핀델 감독이 연출하고, 애덤 더바인, 애덤 샌들러, 앨런 코버트가 제작했으며, 더바인, 니나 도브레브, 엘런 바킨, 피어스 브로스넌 등이 출연하였다. 결혼식을 앞둔 남자가 근무하는 은행이 강도를 당하자 강도의 정체를 장인어른으로 의심하게 되면서 벌어지는 일을 다룬다.
2023년 7월 7일 넷플릭스에서 공개되었다.

## 줄거리
은행 매니저인 오언은 요가 강사인 파커와 결혼을 앞두고 있다. 파커의 소원했던 부모님 빌리와 릴리가 결혼식에 참석하기로 하자 오언은 예비 장인 장모를 만날 생각에 설레지만, 파커는 부모님이 도가 지나치게 굴까봐 걱정한다. 한편 오언의 부모님은 파커의 직업에 대한 무지를 드러내고 빌리와 릴리가 파커의 성장 과정에 부재했던 점을 비판하며 부정적인 반응을 보인다.
은행에서 일어난 소동 속에서 오언은 은행 보안 시스템의 우수성을 설명한다. 빌리와 릴리가 예비 신혼집에 불쑥 나타나면서 오언은 그들과 어색한 만남을 갖고, 다음 날 함께 스카이다이빙, 문신, 술을 즐긴다. 얼마 지나지 않아 '유령 강도단'이 오언의 은행을 털고, 오언은 그들의 행동과 냄새 등을 바탕으로 강도들이 빌리와 릴리일지도 모른다고 강하게 의심한다.
FBI 요원 올덤이 수사에 나서고, 오언은 부모님에게 자신의 의심을 털어놓지만 빌리와 릴리는 부모님의 질문을 능란하게 피해간다. 오언은 파커에게도 자신의 추측을 얘기하지만 파커는 터무니없다고 생각한다. 이후 오언은 범죄 조직 보스인 리한이 빌리와 릴리에게 500만 달러를 더 내놓지 않는다면 파커를 해치겠다고 협박하는 말을 엿듣는다. 결국 리한은 파커를 납치하고, 오언은 파커를 구하기 위해 빌리, 릴리와 손을 잡고 은행을 털 계획을 세운다.
그들은 경쟁 은행을 털 계획을 세우지만 실패하고, 더 큰 은행을 목표로 삼는다. 오언은 은행 관리자에게 보안 시스템을 물어본 후 빌리와 릴리가 밖에서 소동을 피우는 동안 금고에 들어가 비상 탈출 장치를 이용해 돈을 갖고 빠져나온다. 몸값을 전달하는 과정에서 리한은 그들을 모두 죽이려 하지만 오언의 활약으로 제압되고, 빌리와 릴리가 경찰의 주의를 돌린 사이 오언은 돈을 다시 금고에 되돌려놓는다.
자수한 빌리와 릴리는 올덤의 배려로 결혼식 피로연에 잠깐 참여하게 된다. 엔딩 크레디트에서 오언은 그들이 수갑을 풀 수 있도록 케이크 안에 클립을 넣어준다.

## 출연
- 애덤 더바인 - 오언 브라우닝 역
- 피어스 브로스넌 - 빌리 맥더멋 역
- 엘런 바킨 - 릴리 맥더멋 역
- 니나 도브레브 - 파커 맥더멋 역
- 마이클 루커 - 로저 올덤 FBI 특수 요원 역
- 푸르나 자가나탄 - 레한 자카리안 역
- 리처드 카인드 - 닐 브라우닝 역
- 줄리 해거티 - 마지 브라우닝 역
- 블레이크 앤더슨 - RJ 역: 오언의 사촌.
- 로런 랩커스 - 피비 킹 역
- 릴 렐 하워리 - 타이리 역
- 딘 윈터스 - 빈스 밀런 역
- 레이시 모즐리 - 매리솔 역
- 모 걸리니 - 보리스 역
- 재키 샌들러 - 케이 역